# Sunshyne Monroe
Sunshyne Monroe (Houston, Texas; 1 de enero de 1992) es una actriz pornográfica transexual estadounidense.

## Biografía
Nació y se crio en Houston (Texas) en una familia de ascendencia hispanoamericana, con orígenes portugueses y dominicanos. Tras graduarse de la escuela secundaria, Sunshyne comenzó a trabajar como bailarina en diversos locales texanos. Comenzó a publicar vídeos en la plataforma de YouTube y en su propio sitio web antes de debutar como actriz pornográfica, que ocurrió en 2011 a los 19 años.
Grabó sus primeras escenas en julio de 2011, siendo su primera escena para la productora Grooby Network, una de temática de masturbación dirigida por Buddy Wood llamada Bikini Sunshyne Monroe.
Como actriz, ha rodado para productoras como Evil Angel, Pornstar Platinum, Devil's Film, Shemale Club, Exquisite, Pure Play Media, Trans500, Shemale Strokers o Kink.com, entre otras.
Además de su faceta como actriz pornográfica, en septiembre de 2017 inició su carrera como productora, creando su propia compañía llamada Sunshyneland Productions.
Casi desde su debut como actriz, ha estado presente en los premios de la industria. Fue nominada en tres ocasiones (2013, 2017 y 2018) en los Premios AVN en la categoría de Artista transexual del año. También en 2018 recibió otra nominación a la Mejor escena de sexo transexual por Adventures of Sunshyne.
Ha rodado más de 30 películas como actriz.
Algunas películas suyas son America's Next Top Tranny 13, How To Please A She-Male 4, Pornstars Love Trannies 7, She-Male Idol, Sunshyne Monroe 2, Transsexual Cheerleaders 7 o TS Girlfriend Experience 3.

## Premios y nominaciones
| Año  | Ceremonia                  | Resultado | Premio                          | Trabajo                |
| ---- | -------------------------- | --------- | ------------------------------- | ---------------------- |
| 2011 | Tranny Awards              | Nominada  | Best Solo Model                 | —                      |
| 2012 | Tranny Awards              | Nominada  | Best Hardcore Model             | —                      |
| 2013 | Premios AVN                | Nominada  | Artista transexual del año      | —                      |
| 2013 | Tranny Awards              | Nominada  | Best Solo Model                 | —                      |
| 2013 | Tranny Awards              | Nominada  | Best Solo Website               | —                      |
| 2015 | Transgender Erotica Awards | Nominada  | Best Solo Performer             | —                      |
| 2017 | Premios AVN                | Nominada  | Artista transexual del año      | —                      |
| 2017 | Premios AVN                | Nominada  | Mejor escena de sexo transexual | Adventures of Sunshyne |
| 2017 | Transgender Erotica Awards | Nominada  | Best Solo Model                 | —                      |
| 2018 | Premios AVN                | Nominada  | Artista transexual del año      | —                      |
| 2018 | Transgender Erotica Awards | Nominada  | Best Internet Personality       | —                      |
| 2018 | Transgender Erotica Awards | Nominada  | Best Solo Website               | —                      |